# 스타니슬라프 솔롭킨
스타니슬라프 알렉산드로비치 솔롭킨(러시아어: Станислав Александрович Соловкин, 1977년 1월 10일 ~ )은 러시아 저널리스트, 감독 및 프로듀서이다. 그는 자신의 작품 《마지막 영웅》, 《나를 기다려》 및 기타 인기 있는 텔레비전 방송으로 가장 잘 알려져 있다.
솔롭킨의 두 작품(《노예 시장》과 《스탈린의 신비. 일종의 전기 형식》)은 TEFI 후보작에 올랐었으며, 최종 3작품이 되었다. 그는 또한, 인기 있는 에미상 수상 리얼리티 쇼인 《놀라운 경주》 (CBS 미국의 텔레비전 네트워크) 촬영에 프로듀서로 참여했다.

## 약력
스타니슬라프 솔롭킨은 1977년 1월 10일 모스크바에서 태어났다. 그는 17살 때 《젊은이들을 위한 뉴스(News for the Young》(ORT) 프로그램에서 관련 일을 하면서, 처음으로 저널리스트로 일하기 시작하였으며, 그 후 이야기-프로듀서 및 감독으로 일했다.
1996년에 그는 모스크바 대학교에 입학하여 저널리즘을 전공하고 2002년에 졸업하였다. 1996년부터 1997년까지 그는 주간 신문 《노바야 가제타》의 기자로 활동하였다.
1997년 솔롭킨은 텔레비전 회사 《VID》에서 일을 시작하였으며, 여기에서 수년간 작가, 시나리오 작가, 편집자, 프로듀서로 또한 《Vzglyad》, 《나를 기다려》 《걸음을 떼기》, 《다른 인생》, 《일이 발생한 경로》 및 많은 다른 프로그램의 감독으로 활동하였다. 그와 동시에, 그는, TEFI 최종 후보에 오른 다큐멘터리 작품 《노예 시장》의 작가이면서 감독이었다,. 이 영화는 호평을 받았다. 솔롭킨은 제2차 체첸 전쟁의 사건들을 촬영하는 TV 그룹을 지휘했다.
2000년대 초반에 솔롭킨은 이스라엘로 가서, 러시아어 채널인 《이스라엘+》에서 활동했다. 그는 후에 잡지 《컬러 TV》에서 편집차장으로 재직하였으며, 세계적으로 유명한 《생존자》 프랜차이즈의 러시아어 버전인 《마지막 영웅》 쇼의 프로덕션 매니저 및 이후에는 공동 제작자로 활동하였다.
2004년부터 그는 러시아 텔레비전 프로그램을 제작하는 여러 TV 회사를 이끌어왔다. 그는 《로마노프 왕조, 사랑과 죽음》, 《로마노프 왕조, 최후의 날》, 《스탈린의 신비 – 전기 형식》(TEFI 전국 경연 대회 최종 후보 프로그램》) 및 기타 TV 프로그램의 제작에 책임 프로듀서로 참여하였다. 그는 또한 코미디 쇼 《채널 원 코미디》, 《재미있는 사람들》, 《Umora》,
《재미있는 사진들》, 리얼리티 쇼 《타워)》 및 《박멸》를 제작하였다.
2008년부터 그는 《놀라운 경주 》의 9 시리즈를 추진하며 CBS TV네트워크 (미국)과 협력해 오고 있다. 이 프로그램은 여러 개의 에미(Emmy) 상을 수상했다.
2014년에는, 유명한 프로듀서 블라디미르 카르타시코프(Vladimir Kartashkov)와 함께 TV와 영화 제작사인 소어 프로덕션(Soar Productions)을 설립하였다. 2015년에 솔롭킨은 상트페테르부르크에서 《탑 기어》 프로그램의 한 에피소드를 제작하였다.

## 작품 목록

### 다큐멘터리
- 《노예 시장》, 페르비 카날. TEFI 후보 작품, 2000.[46]
- 《안데르센, 어린 시절 이후 200년》, Pervy Kanal
- 《카펠 장군의 마지막 미스터리》, TVC 네트워크
- 《왕실의 마지막 비밀》, 로시야 1

### TV 쇼
스타니슬라프 솔롭킨은 CBS, BBC, 디스커버리, 채널 7 오스트레일리아, 여행 채널, 공상 과학 및 기타 TV 프로그램의 공동 제작자로 활동해오고 있으며, 아래 프로그램들의 제작을 도와 왔다.
- 《진실의 목적지》, Sci-Fi Channel (USA)[48]
- 《탑 기어》 in St. Petersburg, BBC.[49]
- 《놀라운 경주》, CBS network, USA[50]
- 《사랑보다 아름다운 유혹》 (박멸)
- 《독신자》 TV channel TNT (Dominican Republic, Venezuela)
- 《호주의 놀라운 경주》 channel 《Channel 7 Australia》.
- 《Ayalagan Astana》, TV channel 《Channel One Eurasia》.
- Edvard Radzinsky 의 도큐멘타리 시리즈. 시리즈 작품인 "스탈린의 죽음의 신비:마지막 비밀" 은 최종TEFI 작품이 되었다.[51]
- 《재미있는 사람들》 시리즈 작품
- 《어떻게 그랬나》
- 《젊은이를 위한 뉴스》
- 《나를 기다려"[52]
- 《Vzglyad》
- 《또 다른 인생》
- 《마지막 영웅"[53][54]
- 《모스크바는 눈물을 믿지 않는다 – 25년 후》
- 《최고의 코미디 클럽》
- 《재미있는 그림들》
- 《12개의 작은 조작들》, TNT[55][56]
- 《M. Tariverdiyev. 17 Moments of Destiny》
- 《여보세요, 아가씨들!》
- 《잭과 네버랜드의 해적들》
- 《Graduation MTV(MTV 졸업)》
- 《나의 캠프 Rock》
- 《갱생" channel "Russia - 1》
- 《오래만이야,》 TVC[57][58]
- 《페이도스 없는 스타,》 channel 《YU》
- 《스타 컨베이어》
- 《폭로》, channel 《Star》[59]

## 문학
- Michael Davidzon. The Chechenian chronicles of Stas Solovkin. "MASTER M", № 5, 2000
- Fedor Razzakov. Shine and poverty of the Russian TV. Litres, 2013 г.